# Wilhelmina Pruska (1751–1820)
Fryderyka Zofia Wilhelmina (ur. 7 sierpnia 1751 w Berlinie, zm. 9 czerwca 1820 w Apeldoorn) – księżniczka Prus.

## Życie
Księżniczka Wilhelmina była córką Augusta Wilhelma Hohenzollerna, księcia Prus, i Luizy Amalii Braunschweig-Lüneburg.
4 października 1767 roku, Wilhelmina wyszła za mąż za Wilhelma V Orańskiego, ostatniego stadthoudera Niderlandów. Wilhelmina była bardzo dumną kobietą, posiadającą duże ambicje polityczne.

## Dzieci
- Fryderyka Luisa Wilhelmina (1770–1819);
- Wilhelm Fryderyk (1772–1843), król Holandii;
- Wilhelm Jerzy Fryderyk (1774–1799).